# A vírusok osztályozása

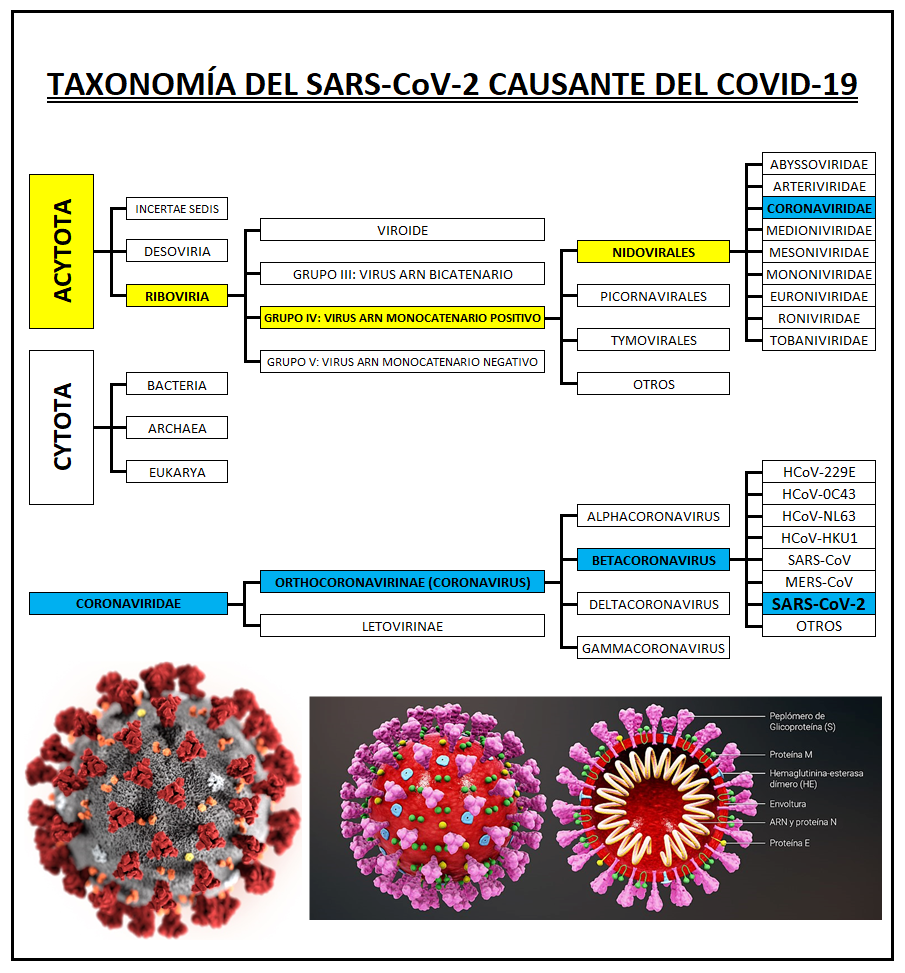
A SARS-CoV-2 humán koronavírus taxonómiája

A vírusok osztályozása a vírusokat próbálja elhelyezni a biológiai rendszertan keretein belül. A sejtes szerveződésű élőlények viszonylag kiforrott rendszerezéseivel szemben a vírusok osztályozása állandó viták és javaslatok tárgya. Az élő és élettelen határán állnak, és az a tény, hogy szaporodásukban teljes mértékben a gazdasejtre utaltak, arra enged következtetni, hogy a sejtes szerveződés után alakultak ki. Ma leginkább sejtekből kiszakadt, bizonyos önállóságra szert tett, makromolekuláris rendszernek tekintik őket. A vírusok az óceánok leggyakrabban előforduló biológiai entitásai.

## Rendszerezésük
A vírusokat főként fenotípusuk alapján rendszerezik, ezen belül a morfológiájuk, nukleinsavtípusuk, szaporodásuk módja, gazdaszervezetük és az általuk okozott betegség jellege szerint. Jelenleg két fő séma kombinációja alapján osztályozzák a vírusokat leggyakrabban. David Baltimore Nobel-díjas biológus kidolgozta a Baltimore-rendszert, ami a vírusokat római I-VII. közötti csoportokba osztotta genomuk típusa és a replikáció módja szerint. Ehhez csatlakoznak a nevezéktani szabályok és irányelvek, amiket az International Committee on Taxonomy of Viruses dolgozott ki.
A csoportok a következők:
- I: kettős szálú DNS-vírusok (dsDNA) (pl. adenovírusok, herpeszvírusok, himlővírusok)
- II: egyszálú DNS-vírusok (ssDNA) (pl. parvovírusok)
- III: kettős szálú RNS-vírusok (dsRNA)(pl. reovírusok)
- IV: (+)egyszálú RNS-vírusok ((+)ssRNA) (pl. picornavírusok)
- V: (−)egyszálú RNS-vírusok ((−)ssRNA) (pl. orthomyxovírusok)
- VI: egyszálú reverz transzkripciós RNS-vírusok (ssRNA-RT) (pl. retrovírusok)
- VII: kettős szálú reverz transzkripciós DNS-vírusok (dsDNA-RT) (pl. hepadnavírusok)

## I. Csoport, kettős szálú DNS-vírusok
- rend:Caudovirales
  - család:
Myoviridae
Podoviridae
Syphoviridae
- rend:Herpesvirales
  - család:
Alloherpesviridae
Herpesviridae
Malacoherpesviridae
- rend:Ligamenvirales
  - család:
Lipothrixviridae
Rudiviridae
- rendbe besorolatlan családok:
Adenoviridae
Ampullaviridae
Ascoviridae
Asfarviridae
Baculoviridae
Bicaudaviridae
Clavaviridae
Corticoviridae
Fuselloviridae
Globuloviridae
Guttaviridae
Hytrosaviridae
Iridoviridae
Mimiviridae
Nimaviridae
Papillomaviridae
Phycodnaviridae
Plasmaviridae
Polydnaviridae
Polyomaviridae
Poxviridae
Tectiviridae
- családba sorolatlan nemek:
Dinodnavirus
Rhizidiovirus
Salterprovirus

## II. Csoport, egyszálú DNS-vírusok
- rendbe besorolatlan családok:
Anelloviridae
Bidnaviridae
Circoviridae
Geminiviridae
Inoviridae
Microviridae
Nanoviridae
Parvoviridae
- osztályba sorolatlan nemek:
Bacilladnavirus

## III. Csoport, kettős szálú RNS-vírusok
- rendbe besorolatlan családok:
Birnaviridae
Chrysoviridae
Cystoviridae
Endornaviridae
Hypoviridae
Megabirnaviridae
Partitiviridae
Picobirnaviridae
Reoviridae
Totiviridae
- családba sorolatlan nemek:
Varicosavirus

## IV. Csoport, (+)egyszálú RNS-vírusok
- rend:Nidovirales
  - család:
Arteriviridae
Coronaviridae
Mesoniviridae
Roniviridae
- rend:Picornavirales
  - család:
Dicistroviridae
Iflaviridae
Marnaviridae
Picornaviridae
Secoviridae
- rend:Tymovirales
  - család:
Alphaflexiviridae
Betaflexiviridae
Gammaflexiviridae
Tymoviridae
- rendbe besorolatlan családok: 
Alphatetraviridae
Alvernaviridae
Astroviridae
Barnaviridae
Bromoviridae
Caliciviridae
Carmotetraviridae
Closteroviridae
Flaviviridae
Hepeviridae
Leviviridae
Luteoviridae
Narnaviridae
Nodaviridae
Permutotetraviridae
Potyviridae
Togaviridae
Tombusviridae
Virgaviridae
- családba sorolatlan nemek:
Benyvirus
Cilevirus
Idaeovirus
Ourmiavirus
Polemovirus
Sobemovirus
Umbravirus

## V. Csoport, (−)egyszálú RNS-vírusok
- rend:Mononegavirales
  - család:
Bornaviridae
Filoviridae
Paramyxoviridae
Rhabdoviridae
- rendbe besorolatlan családok:
Arenaviridae
Bunyaviridae
Ophioviridae
Orthomyxoviridae
- családba besorolatlan nemek:
Deltavirus
Emaravirus
Tenuivirus

## VI. Csoport, egyszálú reverz transzkripciós RNS-vírusok
- rendbe besorolatlan családok:
Metaviridae
Pseudoviridae
Retroviridae

## VII. Csoport, kettős szálú reverz transzkripciós DNS-vírusok
- rendbe besorolatlan családok:
Caulimoviridae
Hepadnaviridae

## Besorolatlan csoportok
- Viroidok:
Avsunviroidae
Pospiviroidae